# Jacksonville (Alabama)
Jacksonville – miasto w Stanach Zjednoczonych, w stanie Alabama, w hrabstwie Calhoun. W roku 2023 miasto zamieszkiwały 14 682 osoby, a gęstość zaludnienia wynosiła 575,3 osoby/km².